# Rudolf von Ficker

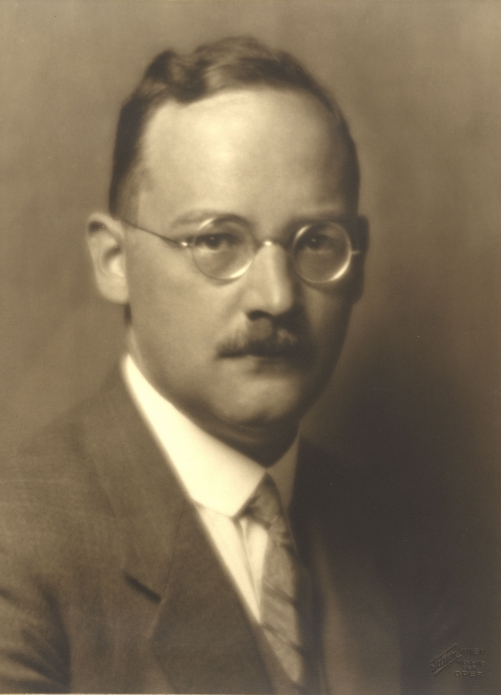
Aufnahme von Georg Fayer (1927)

Rudolf (von) Ficker (bis 1919 Rudolf Ritter Ficker von Feldhaus; * 11. Juni 1886 in München; † 2. August 1954 in Igls) war ein österreichischer Musikwissenschaftler.

## Leben
Der Sohn des 1885 geadelten Historikers Julius von Ficker und Bruder von Cenzi, Ludwig von Ficker und Heinrich von Ficker studierte ab 1905 Komposition bei Ludwig Thuille und Walter Courvoisier in München. Danach studierte er am Musikwissenschaftlichen Institut der Universität Wien bei Guido Adler und promovierte 1913. Er habilitierte 1920 an der Innsbrucker Universität, 1922/23 erhielt er eine Berufung auf den Lehrstuhl an der Universität Innsbruck als Extraordinarius. Er begründete dort die Lehrmittelsammlung, die 1926 zum Institut wurde. 1927 übernahm Ficker eine Professur in Wien als Mitvorstand des musikalischen Seminars neben Robert Lach. Er leitete die Aufführungen Musik der Gotik anlässlich der Beethoven-Zentenarfeier 1927 in Wien und 1929 in der Wiener Burgkapelle.
Von 1928 bis 1938 war er Mitglied der leitenden Kommission der Denkmäler der Tonkunst in Österreich, von 1927 bis 1931 Mitglied des Direktoriums der Internationalen Gesellschaft für Musikwissenschaft.
Er wurde der Nachfolger von Adolf Sandberger auf der Universität München ab 1931 als Professor und Seminarvorstand. Nach dem Zweiten Weltkrieg kehrte er 1948 nach Innsbruck zurück. Seit 1948 war er ordentliches Mitglied der Bayerischen Akademie der Wissenschaften.
Schwerpunkt seiner Arbeiten war die Musik des Mittelalters, er wird als ein Pionier in der Erforschung auf diesem Gebiet betrachtet.
Ficker war einer der Mitautoren des von Adler herausgegeben 83-bändigen Werkes Denkmäler der Tonkunst in Österreich. Internationale Bekanntheit erlangte er durch seine Forschungen zu den Trienter Codices, deren siebten Band (TrentM 93) er 1920 entdeckte.
Sein Nachlass befindet sich im Forschungsinstitut Brenner-Archiv.

## Auswahl an Werken
- Die Chromatik im italienischen Madrigal des 16. Jahrhunderts Dissertation, Wien 1913.
- Beiträge zur Chromatik des 14. bis 16. Jahrhunderts, in: StMw 2 (1914).
- Die Kolorierungstechnik der Trienter Messen, in: StMw 7 (1920).
- Primäre Klangformen, in: Jahrbuch der Musikbibliothek Peters (1929).
- Polyphonic Music of the Gothic Period, in: MQ 15 (1929).
- Guido Adler und die Wiener Schule der Musikwissenschaft, in: ÖMZ 1 (1946).
- Epilog zum Faburdon, in: Acta Musicologica, Bd. 25, Heft 4 (Okt.–Dez. 1953), S. 127–131.
- The Transition on the Continent, in: New Oxford History of Music 3 (1960).
- Die Grundlagen der abendländischen Mehrstimmigkeit (unvollendet).